# Oblutak i pingvin
Oblutak i pingvin (engl. The Pebble and the Penguin), američka animirana obiteljska filmska komedija iz 1995. zasnovana na stvarnim ritualima parenja adelijskih pingvina s Antarktike, u produkciji i režiji Dona Blutha i Garyja Goldmana. Film se počeo prikazivati u kinodvoranama 11. travnja 1995. pod imenom Metro-Goldwyn-Mayera u Sjedinjenim Državama te Warner Bros. Family Entertainmenta u ostatku svijeta.

### Uloge
- Martin Short
- Annie Golden
- James Belushi
- Tim Curry
- Philip L. Clarke
- Frank Welker
- Alissa King
- Stevie Vallance
- Will Ryan
- Neil Ross
- Stan Jones
- S. Scott Bullock
- Shani Wallis
- B.J. Ward
- Hamilton Camp
- Angeline Ball
- Kendall Cunningham
- Maggie Roswell

## Vanjske poveznice
- Oblutak i pingvin u internetskoj bazi filmova IMDb-a